# حاجیلار
حاجیلار، شهری از توابع  بخش حاجیلار شهرستان چایپاره در استان آذربایجان غربی ایران است.
بخشدار حاجیلار آقای حسین حسین زاده می باشد. 

## جمعیت
این شهر در بخش حاجیلار  قرار داشته و براساس سرشماری مرکز آمار ایران در سال ۱۳۹۵، جمعیت این شهر برابر با ۱٬۳۹۴ نفر (۴۳۴ خانوار) بوده است. 